# 灰香竹
灰香竹（学名：Chimonocalamus pallens）为禾本科香竹属下的一个种。

## 扩展阅读
- 維基物種上的相關：灰香竹